# Aspa
Aspa – gmina w Hiszpanii, w prowincji Lleida, w Katalonii, o powierzchni 10,07 km². W 2011 roku gmina liczyła 216 mieszkańców.